# Makata
Makata è una circoscrizione rurale (rural ward) della Tanzania situata nel distretto di Liwale, regione di Lindi. Conta una popolazione di 6 244 abitanti (censimento 2012).